# Dworzec autobusowy w Sandomierzu

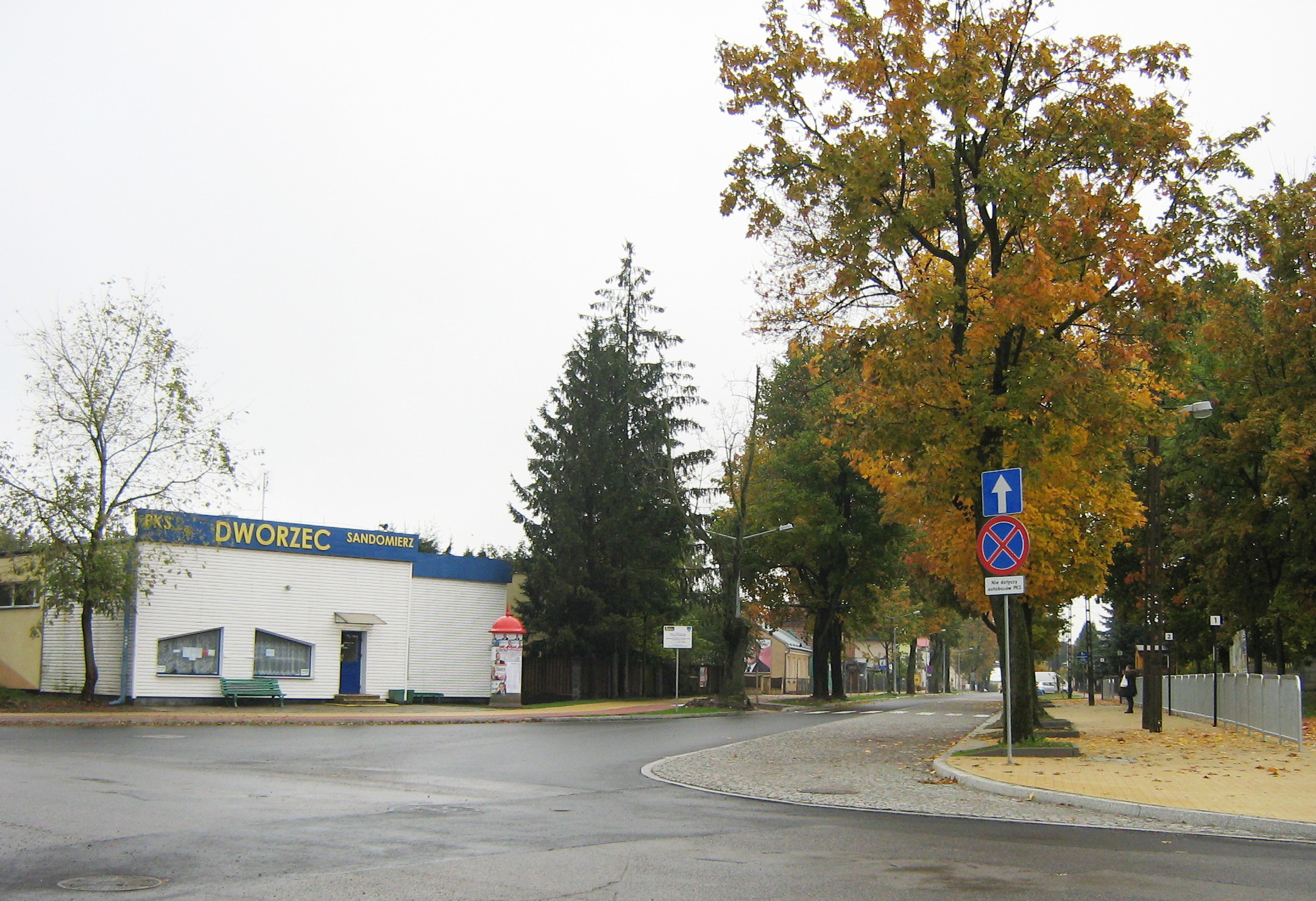
Dworzec w 2015 roku

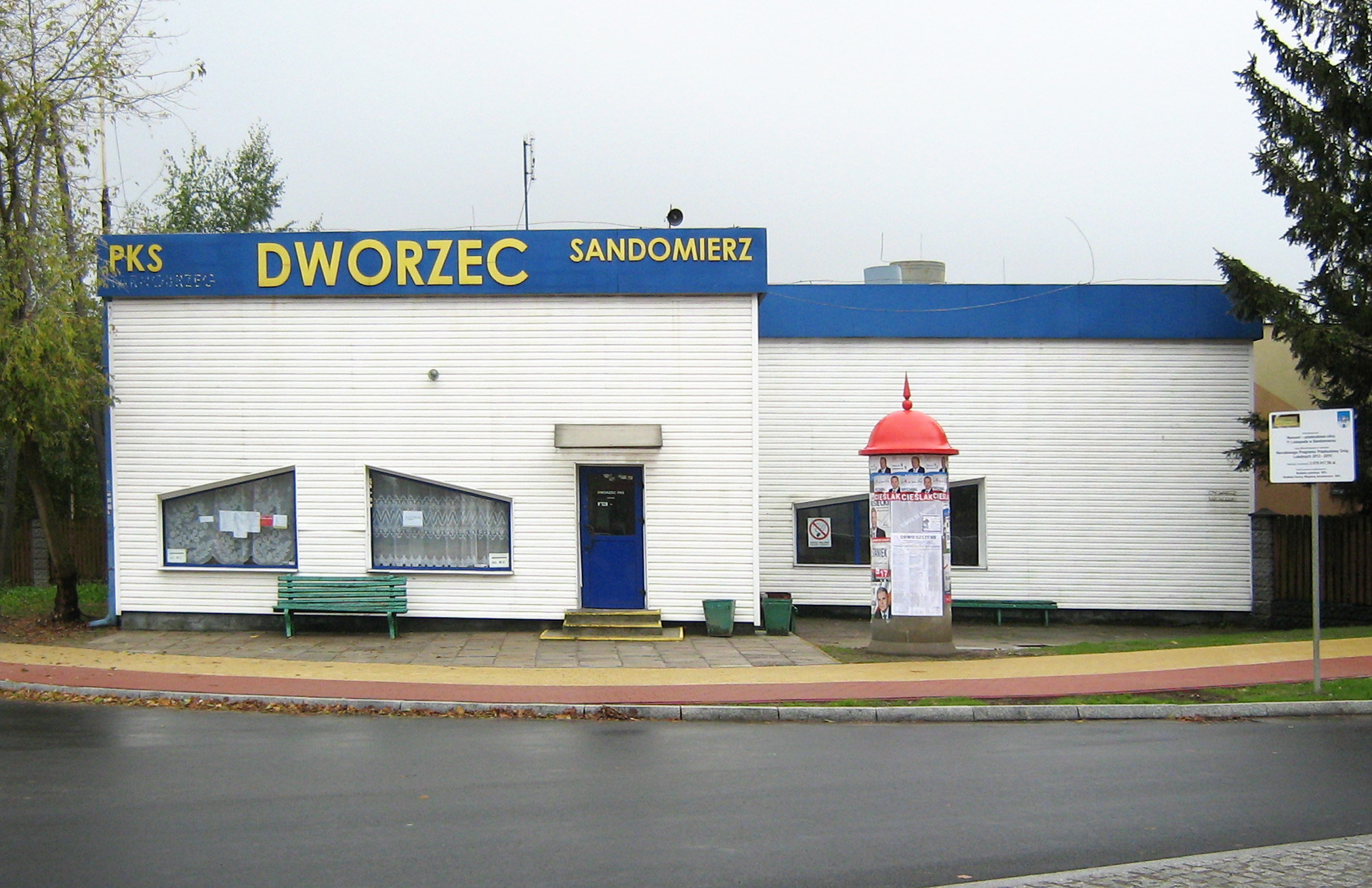
Dworzec w 2015 roku

Dworzec autobusowy w Sandomierzu – dworzec autobusowy znajdujący się przy ul. 11 Listopada 39 w Sandomierzu.
Dworzec z 6 stanowiskami odjazdowymi został oddany do użytku 9 sierpnia 2017 roku. Budynek dworca w części przeznaczonej do obsługi podróżnych mieści poczekalnię, małą gastronomię, WC oraz infokiosk z informacją dla pasażerów, natomiast w części komercyjnej znajdować się będą 2 sklepy.
W sezonie turystycznym, od marca do października, funkcjonuje informacja turystyczna, obsługiwana przez Sandomierskie Centrum Kultury. Obiekt ma powierzchnię 716 metrów kwadratowych, a cały dworzec zajmuje 23 ary. Nowy dworzec znajduje się naprzeciwko dotychczasowego, pochodzącego z początku lat 70. XX wieku (ul. 11 Listopada 30), z 6 stanowiskami zlokalizowanymi bezpośrednio na ul. 11 Listopada przed prywatnymi budynkami mieszkalnymi nr 33, 35, i 37. W latach 60. XX wieku dworzec znajdował się na Rynku i należał do Oddziału PKS Sandomierz. W 1976 został przejęty przez Oddział PKS w Tarnobrzegu.
Stary budynek dworcowy został przeznaczony na siedzibę Zakładu Aktywności Zawodowej dla osób niepełnosprawnych.